# الثورة المكسيكية في الثقافة الشعبية
توجد مجموعة واسعة من الطرق التي تمثل بها الثورة المكسيكية في الثقافة الشعبية، هذا وقد كان صموئيل راموس أحد الرواد الأكثر نفوذاً في الفلسفة الجديدة للهوية المكسيكية التي حين اعترف أورتيغا لتأثيره في التأكيد على فهم الرجل في ظروفه التاريخية الملموسة. حاول راموس في كتابه «لمحة عن الإنسان والثقافة في المكسيك» تطوير تحليل نفسي للشخصية المكسيكية، حين شعر أن المشكلات المكسيكية كانت نتيجة تقليد النماذج الأوروبية دون أن يتمكن من التغلب على تركة الثورات والديكتاتوريات والركود الاقتصادي. وشعر أن التاريخ المكسيكي كان تعبيرًا عن عقدة الدونية الجماعية الناتجة عن الفتح الإسباني، المزيج العنصري والموقع الجغرافي غير الملائم. كان يعتقد أن إخفاء الدونية، قد لجأ المكسيكيون لتعويضات رديئة بما فيها تأكيدات عدوانية من السلطة التي عزلت المكسيكيين عن بعضهم البعض ومنعتهم من المشاركة في نهضة المجتمع. حينها اقترح راموس حلاً لهذه المشكلة بزيادة الوعي الذاتي وذلك بهوية مكسيكية فريدة، وأن يقوم النظام التعليمي بتوجيه انساني لمواجهة الحضارة المادية النابعة من تأثير أمريكا الشمالية. على الرغم من ذلك كان راموس قائدًا أدبيًا فكريًا، في محاولته لتطوير فلسفة قومية أكثر فعالية وتهيئة للظروف المكسيكية ولم يسلم من ان يكون عرضة للاتهامات أنه مرتبط بنوع من التفكير الوهمي. اتُهم بعدم قدرته على سد الفجوة بين القيم التي كان يرتبط بها والظروف الاقتصادية والسياسية الملموسة بشأن المجتمع المكسيكي.
واصل أوكتافيو باز منهج راموس التحليل النفسي لكن بعد ان طوره في علاقة أوثق بها إلى حقائق ملموسة من التطورات التاريخية المكسيكية ومشكلاتها الاقتصادية والسياسية المعاصرة. باز مؤثر أيضًا وذلك أكد سياق التطور السياسي في أمريكا اللاتينية والعالم الثالث. وصفت الفقرات حتى الآن تاريخ تطور المسارات والافكار الجديدة التي أثرت في الأدب المُنتج خلال الثورة في حين أن سلط الضوء على الشعر تحديداً. وضع العقد الأول من الثورة المكسيكية نهاية لسنوات من «السلام» الذي اعتادته البلاد خلال ديكتاتورية دياز. أظهر العقد السياسي المضطرب الذي عقب حكم دياز نشاطًا ثقافيًا ضئيلاً وفقًا لديفيد فوستر، لكن الأحداث الثورية كان لها بعض التأثير على الأدب والفنون التشكيلية. بعض الشعراء مثل نيرفو لم يظهر في شعره صراع العصر. في حين أن شعراء اخرين مثل تابلادا، إنريكي جونثاليث مارتينث ورامون لوبيث بيلاردي الذين مزجوا خلال هذه الفترة بين الحداثة وحركة الطليعية لذلك تم اعتبارهم كشخصيات رئيسية اسهمت في تطوير شعر القرن العشرين في المكسيك، في عام 1911 نشر إنريكي جُونثاليث مارتينث «انتزاع الرقبة من البجعة» التي ألفها في 1910 ودعت لتغير صورة ولغة جديدتين، في أغاني داريو من الحياة والامل التي كتبها دون أن يأخذ بالماضي لكنه طالما يعود إلى المجتمع ويعرب عن قلقه مع الأحداث السياسية.